# Bague de fiançailles
Cet article court présente un sujet plus développé dans : Fiançailles.

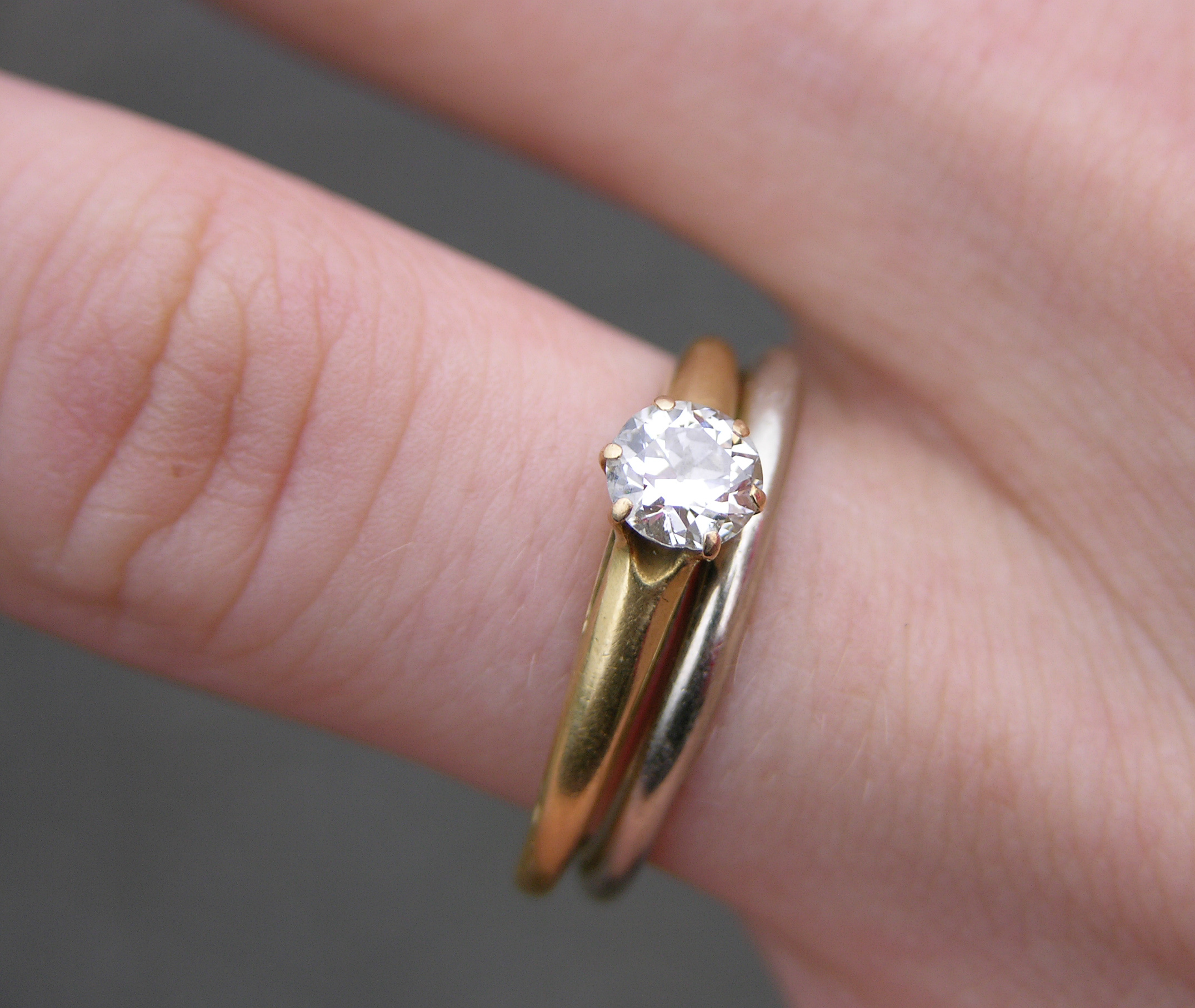
Une bague de fiançailles en or avec un diamant et une alliance en or blanc.

Une bague de fiançailles est un bijou indiquant que la personne qui la porte va se marier.
Dans les pays occidentaux, les bagues de fiançailles sont principalement offertes par l'homme et portées par les femmes. Les bagues comportent généralement une pierre précieuse en « solitaire ». Après le mariage, la bague de fiançailles peut être portée avec l'alliance.
La bague de fiançailles est donc généralement portée à l'annulaire gauche.
Dans la culture irlandaise la bague de Claddagh peut faire office de bague de fiançailles.

## Diamant
Rare avant la fin du XIXe siècle, le diamant devient habituel sur les bagues de fiançailles des États-Unis puis de nombreux pays durant le XXe siècle. Par exemple, au Japon, en 1981, 60 % des épouses japonaises portent un diamant en solitaire sur leur bague, alors que le taux de 80% avait atteint les américaines 15 ans plus tôt.
Il s'agit d'un succès international de la campagne publicitaire lancée en 1939 par la société De Beers, longtemps à la tête d'un monopole indisputé sur la production et la vente de diamants. Connue notamment pour son slogan « Les diamants sont éternels », elle a aussi suggéré un montant à dépenser pour la bague de fiançailles : 2 mois de salaire (3 mois au Japon),. Les ventes de diamant aux États-Unis sont ainsi passées de 23 millions à 2,1 milliards de dollars entre 1939 et 1979. Dans les années 2010 – comme c'était le cas avant la seconde guerre mondiale –, ce succès tend à s’essouffler, les consommateurs se tournant vers d'autres formes de luxe. L'industrie joaillière promeut aussi les bagues de fiançailles masculines,.
Différentes pierres précieuses peuvent également être utilisées, avec ou non le diamant : saphir, rubis, émeraude.